# Hot R&B/Hip-Hop Songs
Hot R&B/Hip-Hop Songs, anteriormente conocido como Top Soul Singles, Top Black Singles y Top R&B Singles (antes de que el término hip hop fuera añadido a finales de los años 1990), es una lista semanal publicada por Billboard en Estados Unidos. La lista, iniciada en 1942, fue dominada durante muchos años por el jazz, rhythm and blues, rock and roll, doo wop, soul y funk, y hoy en día lo está por el R&B contemporáneo y el hip hop. 
El título de la lista fue modificado a Hot R&B/Hip-Hop Singles & Tracks cuando, como con Hot 100, solo las canciones en formato airplay fueron permitidas entrar en lista en 1998.

## Récords
Stevie Wonder posee el récord de más canciones número uno de R&B, con diecinueve. Le siguen Louis Jordan (dieciocho), James Brown y Aretha Franklin (ambos diecisiete), Janet Jackson (quince), The Temptations (catorce), Marvin Gaye y Michael Jackson (trece). 
Kendrick Lamar y SZA poseen las canciones con más tiempo en lo más alto: 
- 27 semanas

Luther — Kendrick Lamar y SZA (2024 - 2025)
- 22 semanas

Not Like Us — Kendrick Lamar (2024 - 2025)
- 21 semanas

Kill Bill — SZA (2023)